# PAOK Thessaloniki (Frauenfußball)
Die Frauenfußballabteilung des PAOK Thessaloniki besteht seit dem Jahre 2001.

## Geschichte
PAOK Thessaloniki gründete 2001 eine neue Abteilung für Frauenfußball, in die sie den aus finanziellen und sportlichen Gründen vor dem Aus gestandenen Verein Olympiada Thessaloniki 96 integrierten. Die neu gegründete Mannschaft adaptierte den Namen PAOK Thessaloniki. Da Olympiada 96 bereits in der höchsten griechischen Spielklasse auflief, übernahm die neue Mannschaft deren Spielberechtigung. In der Saison 2001/02, der ersten Saison für das Team, gelang es gleich, die Meisterschaft zu gewinnen. Dieser folgten weitere Titel; mittlerweile stellt der Verein die erfolgreichste Damenmannschaft in Griechenland.

## Titel
- Griechischer Meister (19×): 2002, 2006, 2007, 2008, 2009, 2010, 2011, 2012, 2013, 2015, 2016, 2017, 2018, 2019, 2020, 2021, 2022, 2023, 2024
- Griechischer Pokalsieger (9×): 2002, 2013, 2014, 2015, 2016, 2017, 2018, 2019, 2024

## UEFA Women’s Cup / UEFA Women’s Champions League
| Wettbewerb                            | Runde                                        | Gegner                    | Spiel   |
| ------------------------------------- | -------------------------------------------- | ------------------------- | ------- |
| UEFA Women’s Cup 2002/03              | Gruppe 5                                     | FC Regal Bukarest         | 0:3     |
| UEFA Women’s Cup 2002/03              | Gruppe 5                                     | Trondheims-Ørn SK         | 0:12    |
| UEFA Women’s Cup 2002/03              | Gruppe 5                                     | SV Saestum                | 1:8     |
| UEFA Women’s Cup 2006/07              | Gruppe 8                                     | Maccabi Holon             | 1:1     |
| UEFA Women’s Cup 2006/07              | Gruppe 8                                     | Legend-Cheksil Chernigov  | 0:5     |
| UEFA Women’s Cup 2006/07              | Gruppe 8                                     | AEK Kokkinochorion        | 5:2     |
| UEFA Women’s Cup 2008/09              | Gruppe 8                                     | FC Levadia Tallinn        | 3:0     |
| UEFA Women’s Cup 2008/09              | Gruppe 8                                     | WFC Naftokhimik           | 0:1     |
| UEFA Women’s Cup 2008/09              | Gruppe 8                                     | AZS Wrocław               | 0:4     |
| UEFA Women’s Champions League 2009/10 | Sechzehntelfinale                            | Arsenal LFC               | 0:9 (H) |
| UEFA Women’s Champions League 2009/10 | Sechzehntelfinale                            | Arsenal LFC               | 0:9 (A) |
| UEFA Women’s Champions League 2010/11 | Sechzehntelfinale                            | SV Neulengbach            | 1:0 (H) |
| UEFA Women’s Champions League 2010/11 | Sechzehntelfinale                            | SV Neulengbach            | 0:3 (A) |
| UEFA Women’s Champions League 2011/12 | Gruppe 1                                     | CS Goliador Chișinău      | 3:0     |
| UEFA Women’s Champions League 2011/12 | Gruppe 1                                     | ŽFK Naše Taksi            | 0:1     |
| UEFA Women’s Champions League 2011/12 | Gruppe 1                                     | Young Boys Bern           | 1:1     |
| UEFA Women’s Champions League 2012/13 | Gruppe 7                                     | ŽFK Naše Taksi            | 1:0     |
| UEFA Women’s Champions League 2012/13 | Gruppe 7                                     | Skonto Riga               | 8:0     |
| UEFA Women’s Champions League 2012/13 | Gruppe 7                                     | MTK Budapest FC           | 0:2     |
| UEFA Women’s Champions League 2013/14 | Gruppe 6                                     | Pärnu JK                  | 1:3     |
| UEFA Women’s Champions League 2013/14 | Gruppe 6                                     | ŽFK Biljanini Izvori 2010 | 5:0     |
| UEFA Women’s Champions League 2013/14 | Gruppe 6                                     | PK-35 Vantaa              | 1:2     |
| UEFA Women’s Champions League 2015/16 | Gruppe 2                                     | Belfast United LFC        | 4:0     |
| UEFA Women’s Champions League 2015/16 | Gruppe 2                                     | ŽFK Dragon 2014           | 10:0    |
| UEFA Women’s Champions League 2015/16 | Gruppe 2                                     | FC NSA Sofia              | 4:0     |
| UEFA Women’s Champions League 2015/16 | Sechzehntelfinale                            | KIF Örebro                | 0:3     |
| UEFA Women’s Champions League 2015/16 | Sechzehntelfinale                            | KIF Örebro                | 0:5     |
| UEFA Women’s Champions League 2016/17 | Gruppe 1                                     | KF Hajvalia               | 1:1     |
| UEFA Women’s Champions League 2016/17 | Gruppe 1                                     | KÍ Klaksvík               | 1:1     |
| UEFA Women’s Champions League 2016/17 | Gruppe 1                                     | Apollon Limassol          | 3:3     |
| UEFA Women’s Champions League 2017/18 | Gruppe 10                                    | Sporting Bettemburg       | 8:0     |
| UEFA Women’s Champions League 2017/18 | Gruppe 10                                    | KS Vllaznia Shkodra       | 1:0     |
| UEFA Women’s Champions League 2017/18 | Gruppe 10                                    | SFK 2000 Sarajevo         | 3:0     |
| UEFA Women’s Champions League 2017/18 | Sechzehntelfinale                            | Sparta Prag               | 0:5     |
| UEFA Women’s Champions League 2017/18 | Sechzehntelfinale                            | Sparta Prag               | 0:3     |
| UEFA Women’s Champions League 2019/20 | Gruppe 8                                     | RSC Anderlecht            | 0:5     |
| UEFA Women’s Champions League 2019/20 | Gruppe 8                                     | Linfield FC               | 2:3     |
| UEFA Women’s Champions League 2019/20 | Gruppe 8                                     | Lillestrøm SK Kvinner     | 0:1     |
| UEFA Women’s Champions League 2020/21 | 1. Qualifikationsrunde                       | Benfica Lissabon          | 1:3     |
| UEFA Women’s Champions League 2022/23 | 1. Runde – Gruppe 2 Halbfinale in Katerini   | Swansea City              | 02:0    |
| UEFA Women’s Champions League 2022/23 | 1. Runde – Gruppe 6 Finale in Katerini       | Glasgow Rangers           | 00:4    |
| UEFA Women’s Champions League 2023/24 | 1. Runde – Gruppe J Halbfinale in St. Pölten | RFC Union Luxemburg       | 06:1    |
| UEFA Women’s Champions League 2023/24 | 1. Runde – Gruppe J Finale in St. Pölten     | SKN St. Pölten            | 00:3    |

Gesamt: 43 Spiele, 15 Siege, 5 Unentschieden, 23 Niederlagen, 77:107 Tore (Tordifferenz −30)